# Верушиці
Верушиці (пол. Wieruszyce) — село в Польщі, у гміні Лапанув Бохенського повіту Малопольського воєводства.
Населення — 155 осіб (2011).
У 1975-1998 роках село належало до Тарновського воєводства.

## Демографія
Демографічна структура станом на 31 березня 2011 року:
|          | Загалом | Допрацездатний вік | Працездатний вік | Постпрацездатний вік |
| -------- | ------- | ------------------ | ---------------- | -------------------- |
| Чоловіки | 76      | 10                 | 58               | 8                    |
| Жінки    | 79      | 19                 | 41               | 19                   |
| Разом    | 155     | 29                 | 99               | 27                   |